# Корнелиуссен, Нивиак
Нивиак Корнелиуссен (гренл. Niviaq Korneliussen; род. 27 января 1990, Нуук) — гренландская писательница. Пишет на гренландском языке и сама переводит свои тексты на датский язык.
Выросла в городе Нанорталик. Изучала общественные науки в Гренландском университете и психологию в Орхусском университете.
Дебютировала в 2012 году повестью «Сан-Франциско», победившей на конкурсе молодых гренландских писателей. Настоящим прорывом стал первый роман Корнелиуссен «HOMO sapienne» (2014), описывающий жизнь гренландской молодёжи и формирование личности и сексуальной идентичности: пять главных героев книги — две лесбиянки, гей, бисексуал и транссексуал. Критика отмечала также постколониальный пафос произведения. По мнению писательницы Метте Муструп, книга Корнелиуссен «предвещает долгожданную смену поколений в гренландской романистике и в то же время свидетельствует о появлении сильного голоса в новой датской литературе». В 2015 году роман «HOMO sapienne» вошёл в число финалистов Литературной премии Северного Совета.
Нивиак Корнелиуссен получила литературную премию Северного совета 2021 года за роман «Цветочная долина» (Naasuliardarpi). Она стала первым гренландском автором, получившим эту премию.